# Leopold König
Leopold König (* 15. November 1987 in Moravská Třebová) ist ein tschechischer Radsportfunktionär und ehemaliger Radrennfahrer.

## Werdegang
Leopold König begann seine Karriere 2006 bei dem tschechischen Continental Team PSK Whirlpool-Hradec Králové. In seiner ersten Saison belegte er beim Grand Prix Příbram den dritten Platz. Außerdem startete er bei den Straßen-Radweltmeisterschaften in Salzburg, wo er im Straßenrennen der U23-Klasse 39. wurde. 2010 siegte er im Eintagesrennen Velká Bíteš–Brno–Velká Bíteš.
Zur Saison 2011 wechselte er zum deutschen Team NetApp, der späteren Mannschaft Bora-hansgrohe. In der ersten Saison für sein neues Team holte er den zweiten Platz bei der Österreich-Rundfahrt sowie den dritten Gesamtrang bei der Tour de l’Ain. Seinen bis dahin größten Erfolg feierte er am 31. August 2013, als er die 8. Etappe der Vuelta a España 2013 gewann. Er beendete die Spanienrundfahrt 2013 als Neunter und wurde Siebter der Tour de France 2014.
Zur Saison 2015 schloss sich König dem Team Sky an. Im Mai 2015 erreichte er den sechsten Platz des Giro d’Italia. 2016 belegte er in der Gesamtwertung der Vuelta a España Rang 26. Zudem wurde er tschechischer Meister im Einzelzeitfahren.
Im März 2018 bestritt König sein vorerst letztes Rennen. Im September 2018 gab das Team Bora-hansgrohe  – zu dem er 2017 zurückgekehrt war – bekannt, dass er erkrankt sei und deshalb vorerst nicht bei Rennen starten könne. 2020 war zunächst unklar, ob er wieder als Rennfahrer aktiv werden würde. Im März 2020 wurde Leopold König als neuer Sportdirektor der Czech Cycling Tour sowie der U23-Ausgabe der Internationalen Friedensfahrt vorgestellt.

## Erfolge
2010
- Gesamtwertung und eine Etappe Oberösterreich-Rundfahrt
- eine Etappe Bulgarien-Rundfahrt

2012
- Mannschaftszeitfahren Settimana Internazionale
- eine Etappe Tour of Britain

2013
- eine Etappe Kalifornien-Rundfahrt
- eine Etappe Vuelta a España

2015
- eine Etappe Czech Cycling Tour

2016
- Tschechische Meisterschaft – Einzelzeitfahren
- Mannschaftszeitfahren Vuelta a España

## Grand-Tour-Platzierungen
| Grand Tour            | 2013 | 2014 | 2015 | 2016 | 2017 | 2018 | 2019 |
| --------------------- | ---- | ---- | ---- | ---- | ---- | ---- | ---- |
| Giro d’ItaliaGiro     | –    | –    | 6    | –    | –    | –    | –    |
| Tour de FranceTour    | –    | 7    | 70   | –    | –    | –    | –    |
| Vuelta a EspañaVuelta | 9    | –    | –    | 29   | –    | –    | –    |